# Enryaku
Enryaku (延暦?) è un'era del Giappone. È la quinta era più lunga nella storia del Giappone, durò 25 anni o 8652 giorni, dopo Showa, Meiji, Ōei e Heisei. Si riferisce al periodo che va dal 30 settembre 782 al 7 giugno 806, successivo a Ten'ō e precedente a Daidō. L'imperatore regnante era Kanmu Tennō (桓武天皇?).
È l'ultima era del periodo Nara, alla fine dell'era Enryaku ha inizio il periodo Heian.

## Cambio di era
- 19 agosto Ten'ō 2 (30 settembre 782 del calendario giuliano): la nuova era.
- 18 maggio Enryaku 25 (8 giugno 806 del calendario giuliano): l'anno cambia in Datong.

## Eventi dell'eraEnryaku
- 1º anno (782) - Ribellione di Hikami no Kawatsugu.
  - (6º mese) - Il sadaijin Fujiwara no Uona fu rimosso dalla sua carica ed esiliato nel Kyūshū. Qualche tempo dopo, l'imperatore gli permise di tornare nella capitale, dove morì. Nello stesso periodo Fujiwara no Tamaro fu nominato udaijin. Durante i giorni in cui le cariche di sadaijin e udaijin erano vacanti, i consiglieri maggiori (i dainagon) e l'imperatore assunsero responsabilità e poteri che sarebbero stati altrimenti delegati[5].
- 3º anno (784) (11º mese) - La capitale viene spostata da Heijo-kyō a Nagaoka-kyō.
- 4º anno (785) (9º mese) - Assassinio di Fujiwara Tanetsugu, capo della costruzione del palazzo di Nagaokakyo.
  - (11º mese) - Il principe imperiale An-dono divenne il principe ereditario (imperatore Heizei).
- 7º anno (788) - Saichō fonda l'Enryaku-ji sul Monte Hiei[6].
- 13º anno (794) (21º giorno del 10º mese) - La capitale viene spostata da Nagaoka-kyō a Heian-kyō[6].
- 15º anno (796) - Viene coniato il Ryūheieihō[7].
- 16º anno (797) - Lo shōgun Sakanoue no Tamuramaro sconfisse gli Emishi nell'isola di Honshū (oggi regione di Tōhoku).
  - Completamento dello Shoku Nihongi.
- 19º - 21º anno (800-802) - Eruzione del monte Fuji (延暦大噴火?, Nobe-reki dai funka, Grande eruzione dell'Enryaku).
- 22º anno (803) - Il castello di Shiwa viene costruito nella provincia di Mutsu.
- 25º anno (806) - Il regno dell'imperatore Kanmu durò 25 anni. Morì all'età di 70 anni[8]. Fu sepolto a sud di Heian-kyō, nel quartiere di Momoyama, ma il luogo effettivo è incerto. Nel 1894, con la ricostruzione del Santuario Heian, fu creata un'altra tomba. Gli successe l'imperatore Heizei.

## Ere giapponese più lunghe
Per oltre 600 anni, fino al 1418 (Ōei 25), è stata l'epoca giapponese più lunga. Prima dell'introduzione del sistema Issei ichigen no sei (一世一元の制?, lett. "Un monarca, una era"), era la seconda era giapponese più lunga, dopo Ōei.
Dopo l'introduzione del sistema Issei ichigen no sei, è stata superata da Meiji nel 1893, Showa nel 1951 e Heisei nel 2014, ed è ora la quinta più lunga della storia giapponese.